# P.M.J. éditions
P.M.J. éditions était une maison d'édition de bande dessinée créée par Pierre Marie Jamet.
Principalement active entre 1995 et 2000, elle a touché à plusieurs domaines de la bande dessinée, de la production d'albums (principalement en petit format) à la création de sérigraphies, cartes postales et marque-pages, le plus souvent en tirage limité. Ayant notamment édité des œuvres de François Avril, Jean-Claude Götting, Séra, Stanislas, la maison arrête ses activités (à l'exception des sérigraphies) fin 2003, face à la difficulté de subsister en tant que petite maison d'édition.

## Publications

### Bande dessinée
- Stanislas, Toutinox raconte, 1995.
- Frédéric Bézian, Archipels, 1997.
- Emmanuel Moynot, Y5/P5. Une merveilleuse histoire d'amour, 1998.
- Séra, Antichambre de la nuit, 1999.
- Kelek, Enfantillages, 1999.
- Martin Matje (dessin) et Jean-Claude Götting (scénario), Rebecca, 1999.
- Frédéric Bézian, Chien rouge, chien noir, 1999.
- Séra (dessin) et Stephan Polonsky (scénario), Sortie de route, 2000.
- Beb Deum, E-dad, 2000.
- Éric Liberge, Le Dernier Marduk :

1. Léopold, 2000.
2. Tiamat, 2003.

- Jean-Pierre Duffour, Le Robinet récalcitrant, 2001.
- Jean-François Caritte, Le Charisme de Ben Hur, 2002.
- Étienne Davodeau, L'Atelier, 2002.

### Illustration
- Jean-Claude Götting, La Symphonie silencieuse, 1997.
- Jean-Claude Götting, Visages, 1998.
- Beb Deum, Éloge de la moue, 1999.
- Nicolas de Crécy, Le Roi de la piste, 2001.